# シグナスソリューションズ
シグナスソリューションズ (Cygnus Solutions) は、自由ソフトウェアの商用サポートを提供するために、ジョン・ギルモア、マイケル・ティーマン、デビット・ヘンケル・ウォレスによって1989年に設立された企業である。そのうたい文句は「自由ソフトウェアを手軽に」であった。シグナス (Cygnus) という言葉は "Cygnus, Your GNU Support" の再帰的頭字語である。当初の社名はシグナスサポート (Cygnus Support) であった。
長い間、シグナスソリューションズの従業員は、GNUデバッガとGNU Binutils（GNUアセンブラや GNUリンカなど）を含む、いくつかの鍵となるGNUプロジェクトのソフトウェアの保守を行ってきた。また、ここの従業員はGNUコンパイラコレクションプロジェクトの主要な貢献者でもあった。シグナスはBFDライブラリを開発し、GNUプロジェクトのソフトウェアを多くのアーキテクチャに移植する助けとなった。いくつかのケースでは、新しいチップ設計用のソフトウェアの立ち上げのためのツールを、NDAの下で作り上げた。
シグナスは、Microsoft WindowsオペレーティングシステムファミリにPOSIXレイヤとGNUツールキットを移植した「Cygwin」と、組み込みリアルタイムオペレーティングシステムである「eCos」の当初の開発者でもあった。
1999年11月15日、シグナスソリューションズはレッドハットとの合併を発表し、2000年の初期に独立した会社としての存在は無くなった。2007年の時点では、レッドハットの以前のCTO(最高技術責任者)で、現在はオープンソース担当ヴァイスプレジデントであるティーマンを含む何人かの従業員は、レッドハットで働き続けている。